# Czosnek białawy

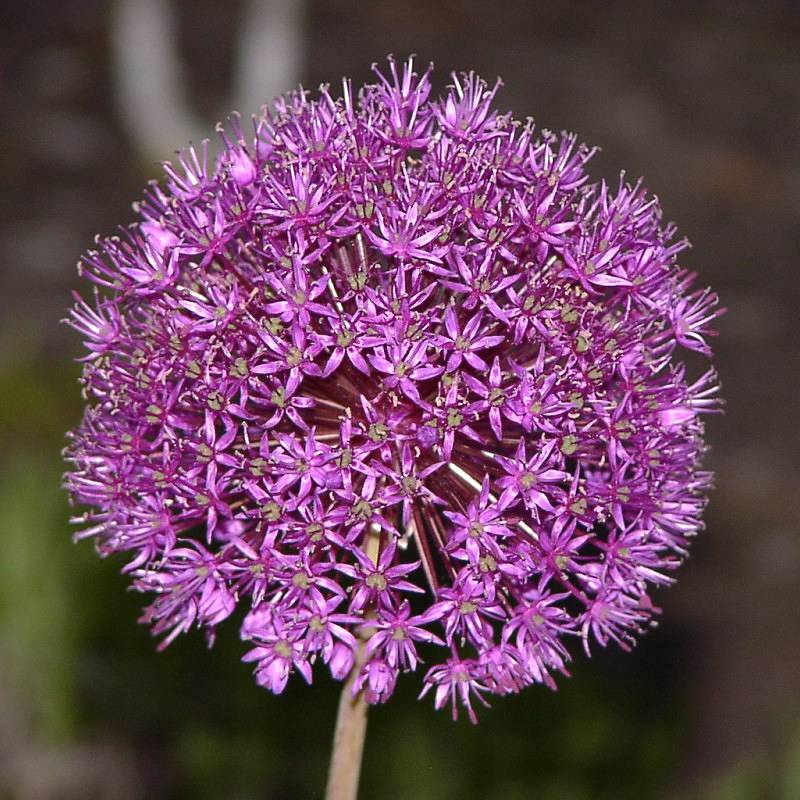
Kwiatostan

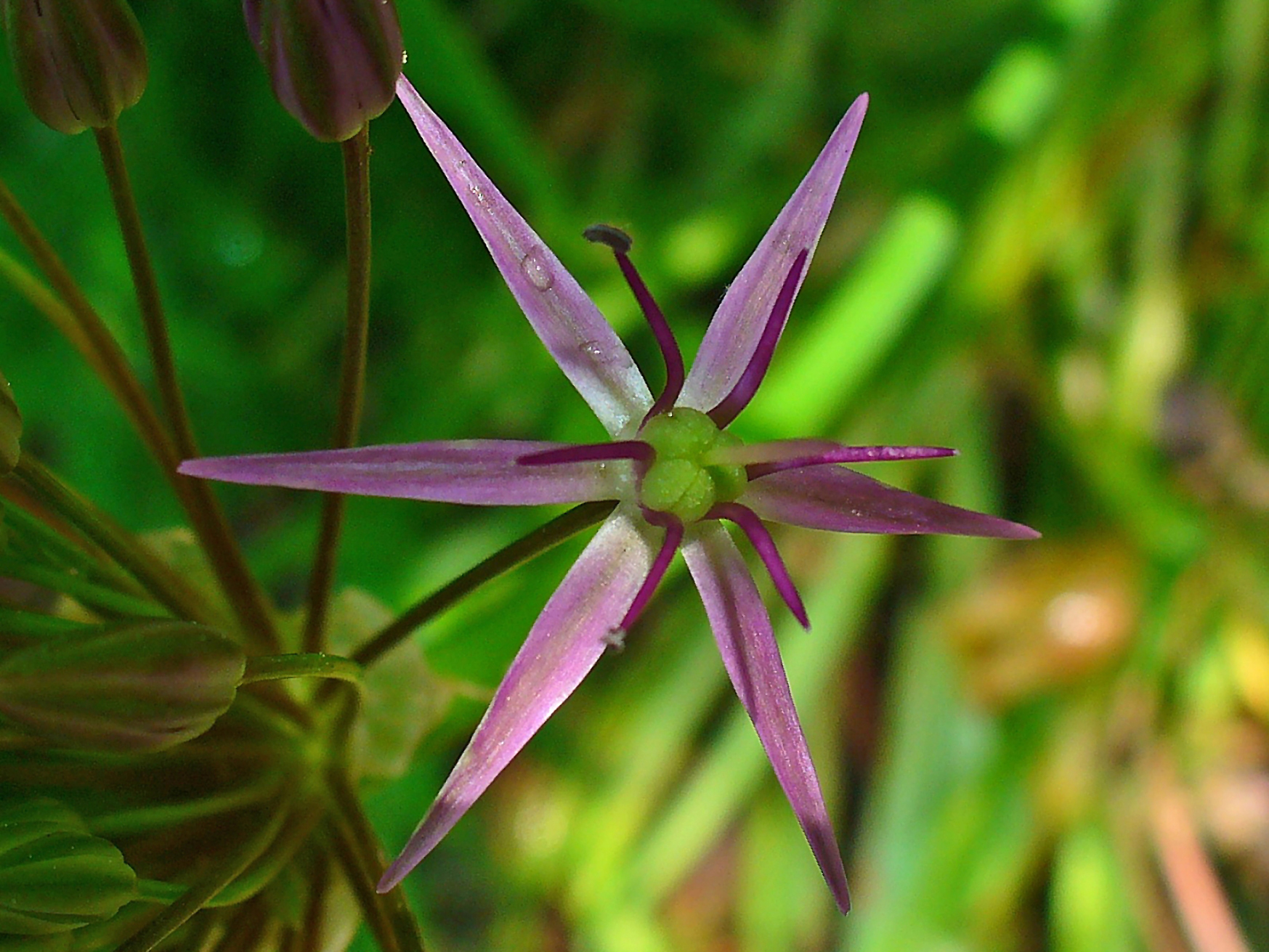
Kwiat

Czosnek białawy, czosnek Krzysztofa (Allium cristophii Trautv.) – gatunek rośliny należący do rodziny czosnkowatych. Gatunek występuje na terenie północnego Iranu, Turcji i Turkiestanu.

## Morfologia
PokrójRoślina w czasie kwitnienia osiąga wysokość 50 cm.
CebulaKulista, duża.
ŁodygaProsto wzniesiona, sztywna, obła, dęta, bezlistna; wysokość w uprawie do 50 cm. Średnica kwitnącej rośliny 20–25 cm.
LiściePłaskie, zaostrzone, długie do 40 cm, szerokie do 4 cm. Z wierzchu nagie, pod spodem z białymi włoskami. Zanikają po przekwitnieniu.
KwiatyZebrane w gęsty, w miarę przekwitania rozluźniający się, średnicy do 25–30 cm baldachy pozorne na szczycie łodygi, liczące do 80 kwiatów średnicy do 4 cm. Przed rozwinięciem kwiatostan osłonięty jest błoniastą, białawą okrywą. Szypułki wydłużają się w czasie kwitnienia do 5–10 cm, po przekwitnieniu twardnieją. Działki lila (u roślin uprawnych często ciemniejsze, do purpurowych) z metalicznym połyskiem. Zalążnia trójdzielna, zielona, silnie uwydatniająca się w przekwitających kwiatach.

## Biologia i ekologia
Bylina, geofit. Roślina w naturze występuje w zbiorowiskach stepowych. Kwitnie w czerwcu i lipcu. Przyciąga motyle i pszczoły.

## Zastosowanie
Roślina ozdobna – roślina stepowa, do zastosowania na rabatach i w ogrodach skalnych. stosunkowo łatwa w uprawie. Ze względu na szybko zanikające liście sadzić w sąsiedztwie obficie ulistnionych do jesieni roślin (np. bodziszek). Nadaje się na kwiat cięty i do suszonych bukietów.

## Uprawa
- Wymagania. Mrozoodporność i wymagania klimatyczne – 4-8 (według innych źródeł[jakich?] – 10) strefa USDA; w Polsce mrozoodporność całkowita. Nasłonecznienie pełne, o wiele mniej wskazany jasny półcień (dobrze, jeśli słońce po południu).
- Uprawa. Zalecane sadzenie w średnich grupach (10–15 sztuk) głębokość sadzenia 12,5 cm od gruntu do podstawy cebuli, odległość 25–30 cm; termin sadzenia jesienny. Gleba lekka i przepuszczalna, lecz żyzna; wskazana mieszanka torfu, ziemi i nawozu organicznego w stosunku 4:4:1, przy zachowaniu dobrego drenażu. W czasie wegetacji wskazane umiarkowane podlewanie, po zaniknięciu liści gleba winna być sucha. Należy unikać nadmiernego nawodnienia.
- Rozmnażanie – wysiew nasion lub przez podział cebul (oddzielanie cebul przybyszowych); nasiona zbierać po pełnym dojrzeniu (uwaga: dla zapobieżenia wysypywaniu kwiatostan umieścić w torebce przymocowanej do łodygi), Polecany wysiew wczesną wiosną: styczeń-pocz. marca (po stratyfikacji), przy zapewnieniu temperatury ok. 5 °C (zimna szklarnia). Wschody długie, nieregularne; większość wschodów w ciągu 3 miesięcy; możliwe przelegiwanie części nasion do następnego roku. Dalsza uprawa w doniczkach, początkowo w zimnym inspekcie. Wielkość handlową osiągają po 3–4 latach.
- Choroby i szkodniki – gatunek nie uszkadzany przez jeleniowate i gryzonie. Przy nadmiernej wilgotności podłoża mogą wystąpić choroby grzybowe.